# Korpus Kontrolerów
Korpus Kontrolerów (KK) – organ Ministra Spraw Wojskowych powołany do kontroli administracji Wojska Polskiego II RP.

## Historia
Korpus powołany został na podstawie dekretu Naczelnego Wodza z dnia 11 kwietnia 1921 o zadaniach i kontroli administracji wojskowej. Instytucja KK została zorganizowana na wzór Armii francuskiej, w której KK funkcjonował od 1882 roku. Pracami nad organizacją Korpusu Kontrolerów i dostosowaniem wzorców francuskich dla potrzeb Wojska Polskiego kierował generał francuskiego KK Chappuis. 15 maja 1922 roku generał Chappuis został odznaczony Krzyżem Komandorskim z Gwiazdą Orderu Odrodzenia Polski „za zasługi w dziale organizacji kontroli wojskowej w Polsce”.
15 grudnia 1921 roku w Warszawie rozpoczął się czteromiesięczny kurs aspirantów KK, na który specjalna komisja MSWojsk. zakwalifikowała 31. oficerów. Dwudziestu słuchaczy kursu posiadało wyższe wykształcenie akademickie.
Zgodnie z etatem KK liczył 50 oficerów, w tym: 5 generałów poruczników, 9 generałów podporuczników, 15 pułkowników, 15 podpułkowników i 6 majorów. W tym samym czasie, we Francji pełniło służbę 57 kontrolerów wojskowych, którzy nie posiadali stopni oficerskich, lecz tytuły kontrolerów wojskowych I i II klasy (odpowiadające stopniom pułkownika i podpułkownika) oraz tytuły generała kontrolera I i II klasy (odpowiające stopniom generała porucznika i generała podporucznika). Według opinii ówczesnego pułkownika Zygmunta Platowskiego etat polskiego Korpusu Kontrolerów ze względów oszczędnościowych był nieliczny, ale opracowany w taki sposób by z jednej strony odpowiadał wymaganiom służby, a z drugiej umożliwiał dobre warunki awansowe, będące zachętą do starania się o przeniesienie do tegoż korpusu
14 października 1927 roku minister spraw wojskowych zarządził reorganizację Korpusu Kontrolerów. W ramach tej reorganizacji zostały wyodrębnione trzy jednostki organizacyjne, a mianowicie: szef Korpusu Kontrolerów, kadra Korpusu Kontrolerów i Biuro Kontroli. Szef KK pozostał w składzie osobowym MSWojsk. Kadra KK została usytuowana przy Ministerstwie Spraw Wojskowych i podlegała wprost ministrowi. Biuro Kontroli, w zależności od realizowanych zadań, podlegało I wiceministrowi spraw wojskowych lub szefowi KK. Wewnętrzną organizację kadry KK i podział na grupy ustalał szef KK według własnego uznania.

## Lista starszeństwa korpusu oficerów kontrolerów w marcu 1939
Lista starszeństwa korpusu oficerów kontrolerów w marcu 1939 obejmowała 6 pułkowników, 12 podpułkowników i 8 majorów
1. płk Władysław Wielowieyski – szef Korpusu Kontrolerów
2. płk Julian Sas-Kulczycki – Korpus Kontrolerów
3. płk inż. Henryk Abczyński – zastępca dowódcy lotnictwa MSWojsk.
4. płk Alojzy Gluth-Nowowiejski – zastępca szefa Korpusu Kontrolerów
5. płk Witold Tyszkiewicz – Korpus Kontrolerów
6. płk Michał Grossek – szef Biura Budżetowego MSWojsk.
7. ppłk Mieczysław Juliusz Grodzicki – Korpus Kontrolerów
8. ppłk dr Stanisław Sylwester Raczyński – Korpus Kontrolerów
9. ppłk dr Roman Stanisław Aleksander Reklewski – Korpus Kontrolerów
10. ppłk dr Tadeusz Alojzy Dudryk – Korpus Kontrolerów
11. ppłk Kazimierz Wojciech Miętka – Korpus Kontrolerów †19 VI 1939 Warszawa[a]
12. ppłk Franciszek Głuszak – Korpus Kontrolerów
13. ppłk dr Władysław Kumor – Korpus Kontrolerów
14. ppłk Władysław Ratuszyński – Korpus Kontrolerów
15. ppłk dr Karol Władysław Mikołajczyk – Korpus Kontrolerów
16. ppłk Rudolf Orlot-Leroch – Korpus Kontrolerów
17. ppłk Wilhelm Remer – Korpus Kontrolerów
18. ppłk Bolesław Kazimierz Jacyna – Korpus Kontrolerów
19. mjr Władysław Jan Zadembski – Korpus Kontrolerów
20. mjr Aleksander Strzelecki – Korpus Kontrolerów
21. mjr Zdzisław Szymanko – Korpus Kontrolerów
22. mjr dr Marian Kałuski – Biuro Administracji Armii MSWojsk.
23. mjr Tadeusz Kazimierz Walkowski – Korpus Kontrolerów
24. mjr inż. Władysław Wolski – Korpus Kontrolerów
25. mjr Edward Giejgo – Korpus Kontrolerów
26. mjr Witold Adam Walewski – Korpus Kontrolerów